# Steinstraße 14 (Plau am See)

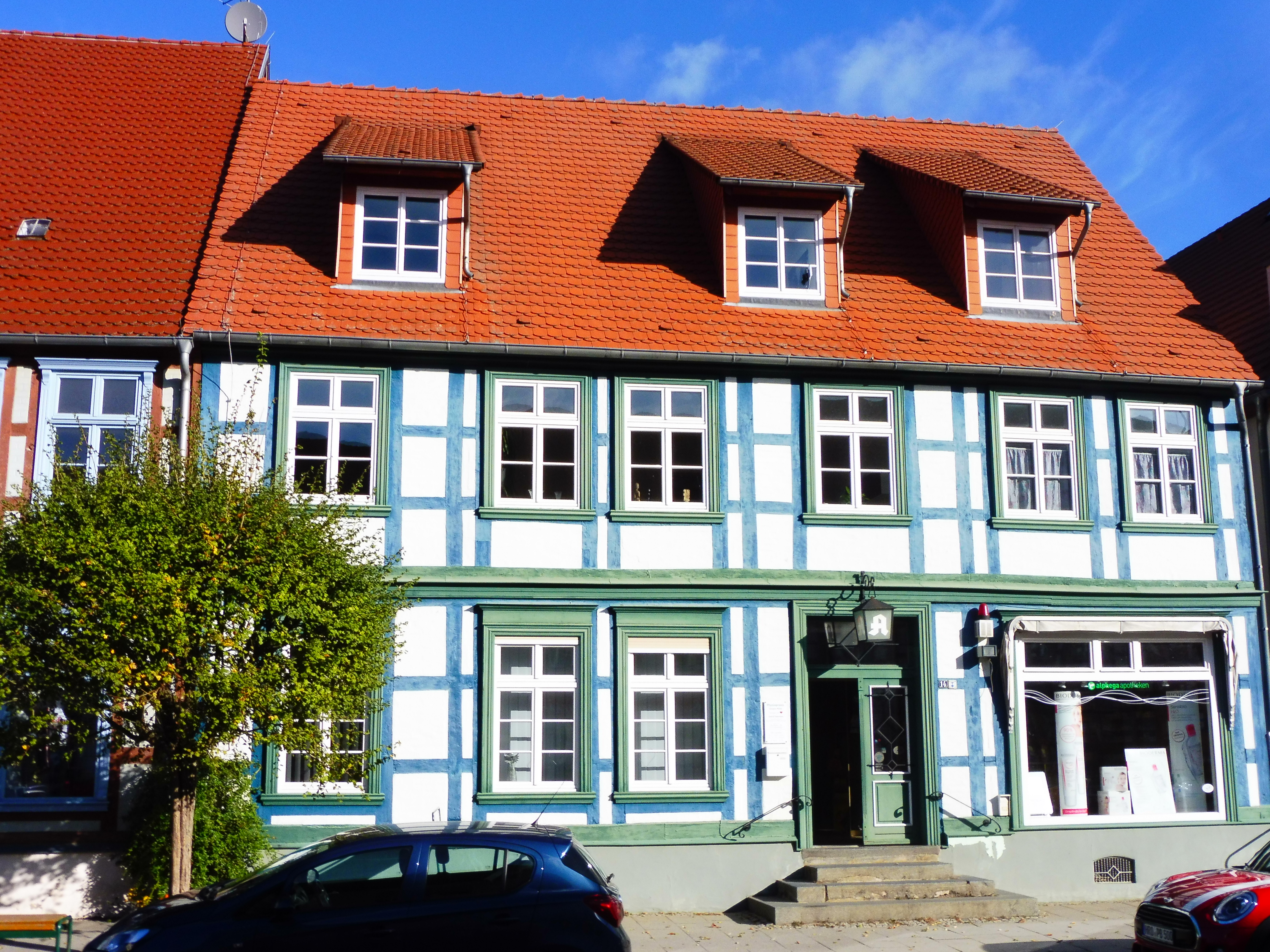

Das Wohn- und Geschäftshaus Steinstraße 14 in Plau am See (Mecklenburg-Vorpommern) wurde vermutlich im 18. Jahrhundert gebaut.
Das Gebäude steht unter Denkmalschutz.

## Geschichte
Plau am See ist im 13. Jahrhundert entstanden und wurde 1235 erstmals als Stadt erwähnt. Beim Stadtbrand von 1756 brannten viele Fachwerkhäuser ab.
Das zweigeschossige verputzte Fachwerkgebäude in T-Form mit verputzten Ausfachungen entstand nach 1756. In dem im Rahmen der Städtebauförderung sanierten Haus befinden sich die Burg-Apotheke sowie eine Praxis und Wohnungen.